# Freibad Niederkrüchten
Das Freibad Niederkrüchten, ist ein öffentliches Freibad in der linksrheinischen Gemeinde Niederkrüchten im Westen von Nordrhein-Westfalen direkt vor der niederländischen Grenze. Das Schwimmbad liegt im Ortsteil Niederkrüchten. Neben dem Freibad betreibt die Gemeinde noch das Hallenbad Elmpt im Ortsteil Elmpt. Ab dem Sommer 2018 ist es von Rat und Verwaltung wegen zu hoher Reparaturkosten (rund 185.000 €) nicht wieder geöffnet worden. Am 21. August 2022 stimmte eine Mehrheit im Rahmen eines Bürgerentscheid für die Freibad-Sanierung ab.  Im Rahmen des Bundesprogramms „Sanierung kommunaler Einrichtungen in den Bereichen Sport, Jugend und Kultur“ erhält die Gemeinde Niederkrüchten zur Sanierung des Freibades Fördermittel in Höhe von 2,858 Millionen €.

## Lage
Das Freibad Niederkrüchten liegt in zentraler Lage, westlich im namensgebenden Ortsteil Niederkrüchten, im Süden der Gemeinde. Direkt angrenzend an das Bad liegt die Fußball- und Sportanlage Niederkrüchten sowie die Freiwillige Feuerwehr und die Polizeiwache des Ortsteils.
Fußläufig ist das Schulzentrum mit Realschule und der Grundschule erreichbar. Weiterhin besteht eine gute Anbindung an das öffentliche Verkehrsnetz mit sechs Buslinien an der Bushaltestelle Lindbruchplatz und weiteren Busverbindungen am Busbahnhof des Schulzentrums. Auch per Individualverkehr ist das Freibad sehr gut zu erreichen. Hierfür stehen sowohl Radstellplätze, als auch ein großer Parkplatz mit aktuell 112 ausgewiesenen Stellplätzen, sowie diversen kleineren Parkplätzen in der unmittelbarer Nähe des Bades zur Verfügung.
Aufgrund seiner zentralen Lage ist das Bad in Niederkrüchten vor allem in der Gemeinde selbst, aber auch in den Nachbargemeinden wie Schwalmtal, Wegberg und Brüggen beliebt und verkehrstechnisch gut erreichbar. Das nächstgelegene aber mit öffentlichen Verkehrsmitteln nicht erreichbare Freibad liegt im grenznahen niederländischen Ort Swalmen mehr als 16 km vom Freibad Niederkrüchten entfernt. Die nächstgelegenen Freibäder auf deutscher Seite in Kirchhoven und Mönchengladbach (Volksbad Mönchengladbach) sind sogar über 25 km entfernt und dadurch für Kinder und Jugendliche aus der Gemeinde sehr schwer zeitnah (1 bis 2 Stunden Fahrzeit pro Wegstrecke per ÖPNV) und kostengünstig zu erreichen.
In den Sommermonaten der Jahre 2010 bis 2016 wurde das Bad von durchschnittlich rund 23.000 Menschen besucht. Im herausragenden Sommer 2010 waren es sogar rund 33.000 Besucher.

## Ausstattung
Das auf ca. 22 °C beheizte Bad verfügt über rund 1300 Quadratmeter Wasseroberfläche, die sich auf ein großes 50-Meter-Becken mit acht Bahnen und mit zwei Ein-, zwei Drei- und einem Fünfmeter-Sprungturm für Schwimmer, eine kleine Rutsche im Nichtschwimmerbereich und ein Kleinkinder-Planschbecken verteilen. Die Liegewiesen umfassen rund 7.500 Quadratmeter und bieten auch Bereiche für Rasensport sowie ein Beachvolleyballfeld. Das Kleinkinder-Becken ist mit einer kleinen Rutsche und Sonnenschirmen auch außerhalb der direkten Sonnenbestrahlung ausgestattet. Daneben gibt es Umkleidekabinen, Kaltduschen, Toiletten, eine Tischtennisplatte und einen Kiosk bzw. Imbiss mit Sitzgelegenheiten. Der Imbiss bietet neben Getränken, Eis und Süßigkeiten auch warme Getränke und einfache warme Mahlzeiten an.

## Geschichte
Die Eröffnung des Freibades Niederkrüchten fand am 20. Mai 1967 statt. Über lange Jahre war das Freibad Niederkrüchten ein Besuchermagnet mit einem großen Einzugsbereich von Mönchengladbach, Neuss, Erkelenz, Wegberg und auch den umliegenden Gemeinden Schwalmtal und Brüggen. Über diese lange Zeit gingen die Besucherzahlen zurück, dennoch blieb das Freibad das einzige Wahrzeichen und Erkennungsmerkmal der Gemeinde und des Ortsteils Niederkrüchten und ein beliebter sozialer Treffpunkt.
Schon 1997 beim 30-jährigen Jubiläum machte sich der kontinuierlich steigende Sanierungsstau des Freibades bemerkbar. Jedoch wurden immer nur unvermeidbare Reparaturen durchgeführt, obwohl auch in dieser Zeit schon Sanierungspläne diskutiert wurden.
Im Jahr 2017 feierte das Freibad zusammen mit der im gleichen Jahr gegründeten DLRG-Ortsgruppe Niederkrüchten am 21. Mai sein 50-jähriges Bestehen. Hier wurde mit dem Bürgermeister, Ehrengästen und Vertretern der Verwaltung und aller Parteien sowie dem Förderverein Niederkrüchtener Bäder bei bestem Wetter dieses Jubiläum gefeiert.

## Kontroverse um Weiterbetrieb
Im Jahr 2017 waren sowohl der Freibad Niederkrüchten als auch das Hallenbad Elmpt sanierungsbedürftig. Nach monatelangen Beratungen beschloss der Rat der Gemeinde Niederkrüchten die kurzfristigen Sanierungskosten von 111.000 für das Hallenbad in Elmpt zu tragen, während das Freibad nicht mehr eröffnet werden sollte, wofür kurzfristiger Sanierungskosten in Höhe von rund 184.000 Euro fällig geworden wären.
Am 28. Juni 2018 wurde eine Petition zur Wiederöffnung des Freibads Niederkrüchten gestartet. Insgesamt konnten über 6000 Unterschriften gesammelt werden.
Das Freibad Niederkrüchten ist seit dem Sommer 2018 wegen zu hoher Instandhaltungskosten nicht mehr eröffnet worden. Gleichzeitig begann der Gemeinderat ein interkommunales Hallenbad mit der Nachbargemeinde Brüggen zu planen, die ebenfalls zwei marode Bäder beklagen.
Der Rat entschied am 9. November 2021 endgültig auf die Sanierung des Freibades Niederkrüchten zu verzichten und stattdessen das interkommunale Bad zu bauen. Ein kassierendes Bürgerbegehren erreichte, dass am 21. August 2022 in einem Bürgerentscheid über Freibad-Sanierung abgestimmt wurde.
Der Bürgerentscheid war erfolgreich. Im Ergebnis haben 63,66 % der 4909 abstimmenden Bürger für die Sanierung des Freibads gestimmt und damit den Ratsenscheid gekippt. Das Freibad wird somit saniert. Wenige Tage nach der Entscheidung beantragte die Gemeindeverwaltung Fördermittel im Rahmen des Bundesprogramms „Sanierung kommunaler Einrichtungen in den Bereichen Sport, Jugend und Kultur“. Mit Beschluss des Haushaltsausschusses des Bundestages vom 14. Dezember 2022 wurden der Gemeinde Niederkrüchten Fördermitteln zur Sanierung des Freibades in Höhe von 2,858 Millionen € bewilligt. Dies entspricht 45 % der geplanten Sanierungskosten.